# جوان وارد
جوان وارد (بالإنجليزية: Joanne Ward)‏ هي لاعب كرة مضرب بريطانية، ولدت في 22 يونيو 1975.

## وصلات خارجية
- جوان وارد على موقع رابطة محترفات التنس (الإنجليزية)
- جوان وارد على موقع الاتحاد الدولي لكرة المضرب (الإنجليزية)
- جوان وارد على موقع خلاصة التنس.كوم (الإنجليزية)